# Mengpaneel

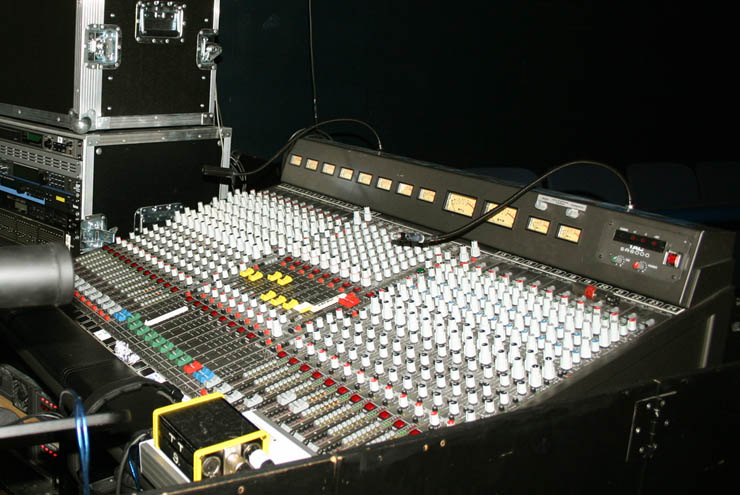
Uitgebreid mengpaneel in een theater

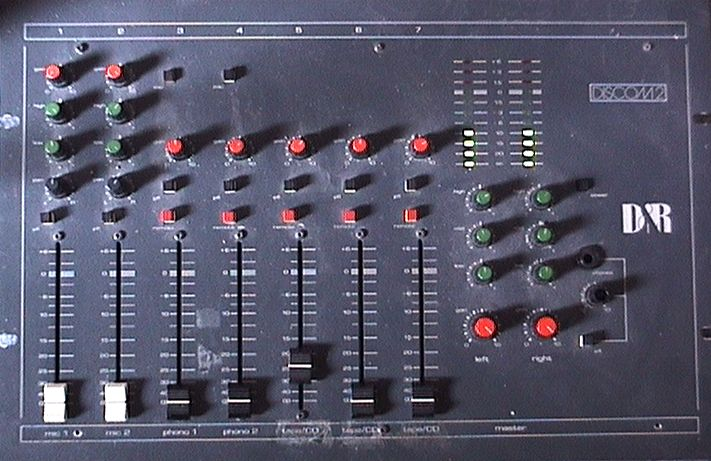
Een relatief eenvoudig mengpaneel

Een mengpaneel (ook wel mengtafel genoemd) is een apparaat waarmee audio- en ook wel videosignalen van verschillende bronnen gemengd kunnen worden tot een hanteerbaar eindresultaat. Bij een audiomengpaneel bestaat dat eindresultaat meestal uit een stereo-signaal.
Mengtafels worden bediend door een geluidstechnicus of dj.

## Soorten mengtafels
Er bestaan in de basis 4 soorten audio mengpanelen.
- Dj-mixer: wordt gebruikt om in een discotheek de plaatjes in elkaar over te laten lopen.
- Radiostudiomixer: heeft dezelfde functie als de dj-mixer maar is iets uitgebreider.
- Livetafel: een uitgebreid mengpaneel voor het live versterken van bands e.d.
- Studiotafel: deze lijkt erg op een live-mixer maar heeft vaak meer meters en hoofdtelefoon-aansluitingen. Achter de master bevindt zich nog een extra volumeregeling zodat het signaal naar de speakers makkelijk kan worden aangepast. De masteruitgang stuurt uit op 0 dBu (de maximaal te verwerken sterkte in audioland). Eveneens bieden veel van deze mengtafels ook de mogelijkheid om het opgenomen signaal tijdens de opname te beluisteren.

## Routing/onboard-functieoverzicht
In zijn eenvoudigste vorm heeft een mengpaneel twee ingangen voor audiosignalen die met twee potentiometers (regelbare weerstand) zonder versterking gemengd worden tot een mono signaal dat uit de som van beide signalen bestaat.
Uitgebreidere audiomengpanelen hebben meestal voor ieder afzonderlijk kanaal de volgende aansluitingen/regelmogelijkheden:
- microfooningang met inschakelbare fantoomvoeding en/of een lijningang
- ingangsversterkingsregeling (gain)
- 'rumble'-filter schakelaar (onderdrukking van zeer laagfrequente contactgeluiden)
- Een direct-out uitgang om het signaal van één kanaal te kunnen gebruiken, meestal na bewerking van de gain en equalizer van het betreffende kanaal
- 'insert', om het signaal te bewerken door een extern apparaat, zoals een compressor
- klankkleurregeling, om het niveau van bepaalde frequentiebanden te beïnvloeden 1 tot 4 knoppen:
  - hoog (treble of high)
  - één of meer middentoonregelingen (waarvan de frequentie vaak en de bandbreedte (Q-factor) soms te veranderen is)
  - laag (bass of low)
- een of meer 'auxiliary'-knoppen waarmee het signaal vlak voor (pre) of juist vlak na (post) de kanaalvolumeregelaar (fader) naar afzonderlijke 'bussen' gemixt kan worden voor gebruik ten behoeve van effectapparatuur zoals galm (post-fader) of afzonderlijke podiumversterking ('monitor') (pre-fader)
- 'pan' voor de plaats in het stereobeeld
- mix/subschakelaar(s) voor groepering van een aantal kanalen (bijvoorbeeld om alle microfoons van een drumstel tegelijk te regelen)
- pfl-schakelaar (pre-fader-listening) om met een koptelefoon en/of VU-meter het signaal te kunnen beluisteren onafhankelijk van de kanaalvolumeregelaar (veelal voorzien van een led om te kunnen zien dat de schakelaar is ingedrukt)
- 'mute'- of 'on'-schakelaar om het kanaal geheel uit te schakelen
- kanaalvolumeregelaar waarmee uiteindelijk het volume van het kanaal wordt toegevoerd aan de mix

Het totaalvolume van alle kanalen kan met de zogeheten 'master fader' uiteindelijk toegevoerd worden aan de versterker(s) ten behoeve van de zaal (FOH: front-of-house)
Veel mengpanelen hebben een 48 volt fantoomvoeding wat een spanningsbron is om onder andere condensatormicrofoons en active DI-boxen mee te voeden.

## Digitale audiomengpanelen

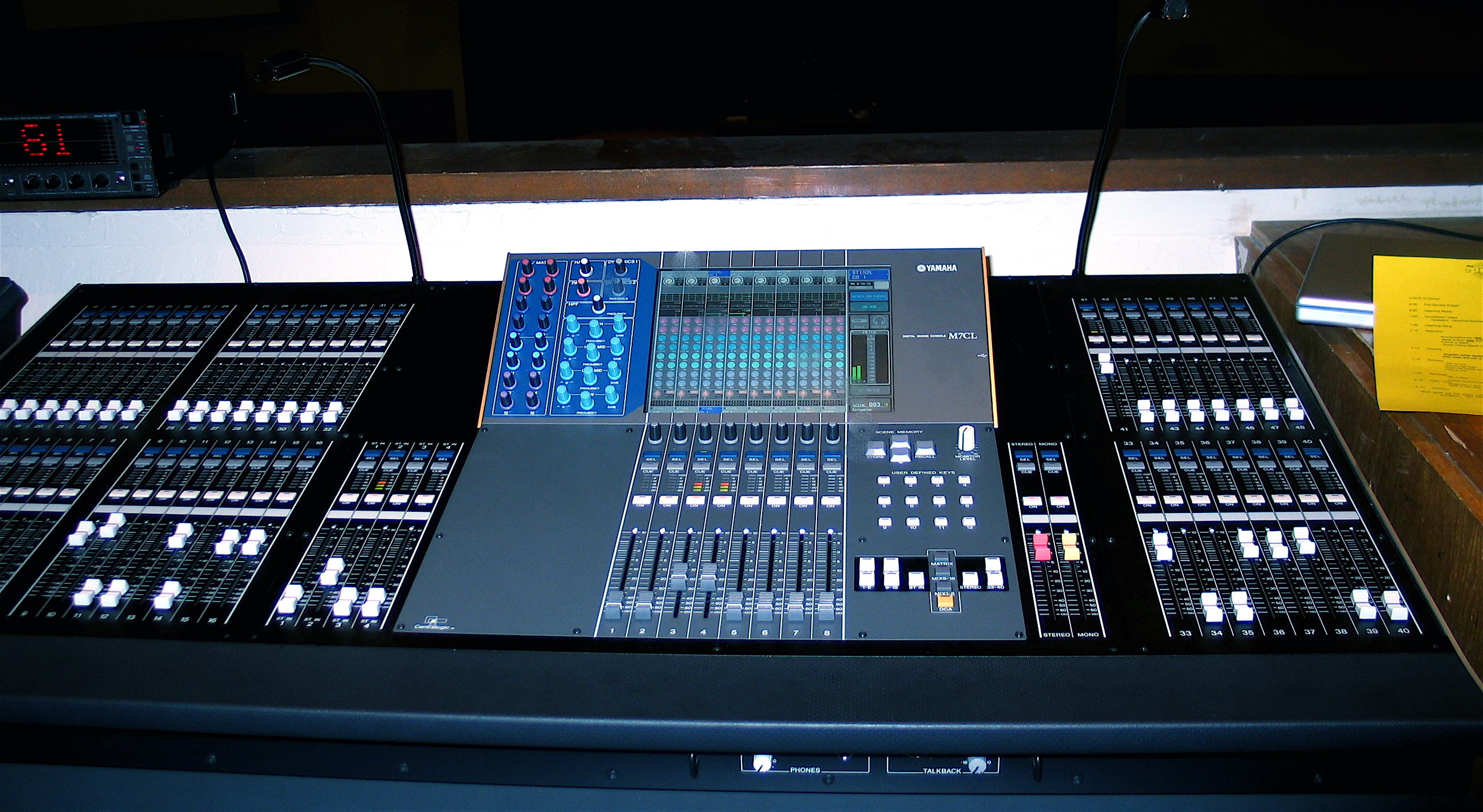
Een voorbeeld van een digitaal mengpaneel: de Yamaha M7CL

Sinds de introductie van digitale audiomengpanelen wordt er steeds meer mogelijk in de wereld van geluidstechniek. Digitale mengpanelen zijn, in tegenstelling tot analoge mengpanelen, voorzien van digitale signaalprocessoren. Het audiosignaal gaat het mengpaneel in via Analoog-digitaalomzetters, wordt bewerkt door de digitale signaalprocessoren, en gaat het mengpaneel weer uit via een aantal Digitaal-analoogomzetters.
De voordelen van digitaal mixen zijn aanzienlijk. Het is bijvoorbeeld bijna niet meer nodig om randapparatuur bij het mengpaneel te hebben, zoals effect-processors, audiocompressors, gates (ruisonderdrukking), en zelfs 31- of 8-bandsequalizers.
Rond 2010 begonnen fabrikanten wifi-connectiviteit aan digitale mengtafels toe te voegen. Hierdoor werd het mogelijk om met een smartphone of tabletcomputer het mengpaneel van afstand te bedienen. Artiesten kunnen zo vanaf het podium hun eigen monitor-mix instellen. Voor die tijd bestonden er al wel apparaatjes die via een Cat5-kabel werden aangesloten om van afstand een monitor-mix in te stellen. Een andere mogelijkheid die hierdoor ontstaat is dat de geluidsman bij sommige evenementen relatief discreet met zijn tablet in de zaal tussen het publiek kan zitten en de apparatuur niet halverwege de zaal hoeft te worden geplaatst en er geen lange kabel vanaf het podium door een zaal hoeft te worden gelegd.